# Zespół przyrodniczo-krajobrazowy „Rzeka Babant i Jezioro Białe”
Zespół przyrodniczo-krajobrazowy „Rzeka Babant i Jezioro Białe” – powstał w trosce o zachowanie naturalnego krajobrazu oraz w celu ochrony zlewni rzeki Krutyni, a także jezior: Babant Wielki i Mały, Tejsowo, Krawno, Krawienko, Białe i rzek Babanckiej i Krawieńskiej Strugi.
Zespół został utworzony w 2000 roku na powierzchni 11 615 ha, w 2007 roku powiększono go do 12 458 ha. Leży w województwie warmińsko-mazurskim w granicach trzech powiatów: szczycieńskiego (gminy Szczytno, Dźwierzuty i Świętajno), mrągowskiego (gminy Piecki i Sorkwity) i olsztyńskiego (gmina Biskupiec). Zespół znajduje się w Puszczy Piskiej na terenie nadleśnictw Strzałowo, Mrągowo i Spychowo; niewielki fragment (381,53 ha) leży także w zasięgu terytorialnym Nadleśnictwa Wipsowo, ale poza gruntami zarządzanymi przez to nadleśnictwo.

## Inne formy ochrony przyrody
W północnej części zespołu znajduje się rezerwat przyrody Piłaki. Prawie cały teren zespołu jest także objęty ochroną w ramach dwóch obszarów sieci Natura 2000: siedliskowego „Ostoja Piska” PLH280048 i ptasiego „Puszcza Piska” PLB280008.
„Rzeka Babant i Jezioro Białe” graniczy na północy z zespołem przyrodniczo-krajobrazowym „Jeziora Sorkwickie”, a na południu na niewielkim odcinku styka się z zespołem przyrodniczo-krajobrazowym „Zyzdrój”.